# Denkmalzone Hauptstraße (Balesfeld)
Die Denkmalzone Hauptstraße in Balesfeld, einer Ortsgemeinde im Eifelkreis Bitburg-Prüm in Rheinland-Pfalz, umfasst die Gebäude Hauptstraße 2 bis 6 und 8, Bergstraße 1 und 3 sowie Friedhofstraße 1.
Der als Denkmalzone ausgewiesene geschlossen erhaltene Baubestand stammt aus der ersten Hälfte des 19. Jahrhunderts. Er liegt südlich der denkmalgeschützten Brücke über den Weiherbach.
Auf der westlichen Straßenseite liegen die Gebäude des 1806 errichteten Gast- und ehemaligen Posthofs (Hauptstraße 3, auch als Einzeldenkmal geschützt), nördlich davon das Quereinhaus Friedhofstraße 1 und ein einzelnes Wohnhaus (Hauptstraße 5), dessen Wirtschaftsgebäude in neuerer Zeit einem Einfamilienhaus weichen musste. 
Auf der östlichen Straßenseite und an der Bergstraße liegen zwei lange, traufständige Gehöfte, die an der Straßenecke aneinander stoßen. Das älteste Gebäude ist das Wohnhaus Hauptstraße 6 (auch als Einzeldenkmal geschützt) von 1806. 
Das Haus Bergstraße 1 gehörte ursprünglich als Scheune zum Bauernhaus Hauptstraße 8 und wurde erst um 1900 zum Wohnhaus umgebaut. 
Die Türeinfassung des Hauses Bergstraße 3 mit Bandrahmen wird mit der Jahreszahl 1854 oder 1834 im Türsturz bezeichnet. 
Das einzige giebelständige Gebäude Hauptstraße 2, ein eingeschossiges Wohnstallhaus, wurde 1986 durch einen volumengleichen Neubau ersetzt. 
Vor den Häusern ist teilweise noch die alte Hofpflasterung erhalten, besonders gut bei der Hauptstraße 4.